# جورج تورانس
جورج تورانس (بالإنجليزية: George Torrance)‏ (17 سبتمبر 1957 في المملكة المتحدة - ) هو لاعب كرة قدم بريطاني في مركز الوسط. لعب مع نادي برينتفورد ونادي فارنبوروه وماديستون يونايتد ‏ وCamberley Town F.C. ‏ وFalmouth Town A.F.C. ‏ وPorthleven F.C. ‏ وووركينغهام وإمربروك ‏.